# Administrateur territorial
 (décembre 2023).
 (décembre 2023).
 (décembre 2023).

En France, les administrateurs territoriaux forment un cadre d'emplois des hauts fonctionnaires de la fonction publique territoriale aux côtés des ingénieurs en chef territoriaux, des conservateurs de bibliothèques territoriaux et des conservateurs du patrimoine territoriaux.
Le corps des administrateurs territoriaux a été créé en 1986.
Ce cadre d'emplois administratif de catégorie A+ permet d'occuper des fonctions de direction stratégique des collectivités territoriales et de leurs établissements.
Il comprend les grades d'administrateur, d'administrateur hors classe et d'administrateur général.
Dans les régions, les départements, les communes de plus de 40 000 habitants et leurs établissements publics locaux, les administrateurs territoriaux sont chargés de préparer et de mettre en œuvre les décisions des autorités territoriales. Ils assurent des tâches de conception et d'encadrement.
Ils sont formés à l'Institut national des études territoriales (INET), institut relevant du centre national de la fonction publique territoriale (CNFPT).

## Carrière
Un administrateur territorial peut occuper, au cours de sa carrière, des fonctions de conception et d'encadrement diverses et peut se voir confier des missions, des études ou des fonctions comportant des responsabilités particulières (financier, juridique, sanitaire et social, ressources humaines, développement économique, social et culturel, aménagement, urbanisme, habitat, etc.) :
- en position d'activité[4], dans les services des régions, des départements, des communes de plus de 40 000 habitants, les offices publics de l'habitat (OPH) de plus de 10 000 logements et les établissements publics locaux assimilés à une commune de plus de 40 000 habitants[5] (les métropoles, les établissements publics territoriaux de la métropole du Grand Paris, les établissements publics de coopération intercommunale à fiscalité propre, les centres de gestion de plus de 9001 agents, les centres communaux et intercommunaux d'action sociale, etc.) :
  - au sein d'une direction générale en tant que directeur général des services, directeur général adjoint, chargé de mission auprès d'un directeur général, etc. ;
  - directeur ou chef de service « ressources » : directeur des finances, directeur des affaires juridiques, directeur des ressources humaines, directeur des systèmes d'information, etc. ;
  - directeur ou chef de service « opérationnel » (chargé de la conception et de la mise en œuvre des politiques publiques décidées par les élus) : directeur de l'aménagement du territoire, des transports, du développement économique, de la culture, de l'éducation, des affaires sociales et de la solidarité etc ;
  - directeur d'un office public de l'habitat de plus de 10 000 logements ;
  - directeur de centre communal ou intercommunal d'action sociale assimilé à une commune de plus de 40 000 habitants ;
  - directeurs d'un centre de gestion de plus de 9001 agents ;
  - directeur d'un opéra assimilé à une commune de plus de 40 000 habitants...
- en position de détachement[6] ou de mise à disposition, dans des corps et cadres d'emplois appartenant à la même catégorie et de niveau comparable :
  - de la fonction publique d'Etat[7] (administrateurs civils, inspecteurs de l'administration, inspecteurs des affaires sociales, corps des tribunaux administratifs et des cours administratives d'appel[8], magistrats des chambres régionales des comptes, etc.) ;
  - de la fonction publique hospitalière[7] (directeurs d'hôpital et directeurs d'établissement sanitaire, social et médico-social) ;
  - des fonctions publiques locales des collectivités d'outre-mer régies par l'article 74 de la constitution (fonctionnaires exerçant des fonctions de conception et d'encadrement, relevant du statut général de la fonction publique de la Polynésie française[9] ou relevant de l'ordonnance no 2005-10 du 4 janvier 2005 portant statut général des fonctionnaires des communes et des groupements de communes de la Polynésie française ainsi que de leurs établissements publics administratifs[10], etc.) ;
  - des deux fonctions publiques locales de la Nouvelle-Calédonie[11] : la fonction publique de Nouvelle-Calédonie[12] (regroupant les règles s'appliquant pour la collectivité de Nouvelle-Calédonie et ses établissements publics, et pour les trois provinces, Province Nord, Province Sud et les Îles Loyauté) et la fonction publique des communes de Nouvelle-Calédonie[13] (regroupant les règles s'appliquant aux trente-trois communes[14] de Nouvelle-Calédonie et à leurs établissements publics).

Le détachement dans les "emplois fonctionnels" des collectivités territoriales importantes est principalement réservé aux administrateurs territoriaux.

## Accès au cadre d'emplois
Le recrutement en qualité d'administrateur intervient après inscription sur liste d'aptitude à la suite de la réussite à un concours ou à un examen professionnel.

### Concours (externe, interne et troisième concours) de recrutement des administrateurs territoriaux
Les concours (externe, interne et troisième concours) de recrutement des administrateurs territoriaux sont organisés par le  Centre national de la fonction publique territoriale (CNFPT). L’ouverture des concours est décidée par le président du Centre national de la fonction publique territoriale.
Les lauréats du concours d’administrateur territorial suivent une formation de dix-huit mois à l'institut national des études territoriales (INET), situé à Strasbourg. Une partie de cette formation initiale d’application est réalisée conjointement avec les élèves conservateurs et conservatrices territoriaux de bibliothèques, les ingénieurs en chef territoriaux , ainsi qu’avec les élèves de l’École nationale d’administration (ENA).
À la fin de leur cursus à l’INET, les élèves administrateurs sont inscrits sur une liste d’aptitude. Aucun classement de sortie n’est établi, et ils postulent librement aux postes ouverts par les collectivités territoriales et leurs établissements publics.

#### Conditions d'accès

##### Conditions d'accès du concours externe
Le concours externe est ouvert "aux candidats titulaires de l'un des diplômes requis pour se présenter au concours externe d'accès à l'École nationale d'administration (renommé Institut national du service public"),.

##### Conditions d'accès du concours interne
Le concours interne est ouvert "aux fonctionnaires et agents publics ainsi qu'aux agents en fonction dans une organisation internationale intergouvernementale", justifiant de quatre ans au moins de services publics effectifs.

##### Conditions d'accès du troisième concours
Le troisième concours est ouvert "aux candidats justifiant de l'exercice, pendant une durée de huit années au moins, d'une ou de plusieurs activités professionnelles, d'un ou de plusieurs mandats de membre d'une assemblée élue d'une collectivité territoriale ou d'une ou plusieurs activités accomplies en qualité de responsable d'une association".

#### Taux de sélectivité

##### Taux de sélectivité (présents/admis) du concours externe
|                                                                                         | ÉNA  | Administrateur territorial | Directeur d'hôpital | Directeur d'établissement sanitaire et social (1) | Directeur des établissements sociaux et médico-sociaux (1) | Directeur d'établissement sanitaire, social et médico-social (1) |
| 2001                                                                                    | 9,9  | 7,5                        | 7,4                 | 7,5                                               | 5,0                                                        |                                                                  |
| 2002                                                                                    | 10,2 | 13,6                       | 7,0                 | 10,8                                              | 6,2                                                        |                                                                  |
| 2003                                                                                    | 14,0 | 15,1                       | 6,2                 | 11                                                | 8,8                                                        |                                                                  |
| 2004                                                                                    | 14,7 | 13,5                       | 7,6                 | 5,6                                               | 10,1                                                       |                                                                  |
| 2005                                                                                    | 13,8 | 13,1                       | 8,1                 | 6,9                                               | 8,1                                                        |                                                                  |
| 2006                                                                                    | 11,4 | 11,2                       | 8,0                 | 9,6                                               | 10,5                                                       |                                                                  |
| 2007                                                                                    | 14,4 | 11,8                       | 8,7                 | 6,2                                               | 11,4                                                       |                                                                  |
| 2008                                                                                    | 13,0 | 11,4                       | 6,9                 |                                                   |                                                            | 2,8                                                              |
| 2009                                                                                    | 12,9 | 12,2                       | 7,9                 |                                                   |                                                            | 4,3                                                              |
| 2010                                                                                    | 13,6 | 10,3                       | 9,4                 |                                                   |                                                            | 5,3                                                              |
| 2011                                                                                    | 14,1 | 9,4                        | 10,2                |                                                   |                                                            | 4,8                                                              |
| 2012                                                                                    | 15,1 | 9,3                        | 10,0                |                                                   |                                                            | 5,1                                                              |
| 2013                                                                                    | 15,2 | 12,8                       | 7,9                 |                                                   |                                                            | 5,3                                                              |
| 2014                                                                                    | 13,6 | 12,4                       | 7,8                 |                                                   |                                                            | 5,6                                                              |
| 2015                                                                                    | 14,4 |                            | 8                   |                                                   |                                                            | 5,2                                                              |
| Sources : ÉNA, CNFPT, CNG. Traitement DGAFP, département des études et des statistiques |      |                            |                     |                                                   |                                                            |                                                                  |

##### Taux de sélectivité du concours interne
| | Éna  | Administrateur territorial (1) | Directeur d'hôpital | Directeur d'établissement sanitaire et social (1) | Directeur des établissements sociaux et médico-sociaux (1) | Directeur d'établissement sanitaire, social et médico social (1) |
| 2001 | 6,9  | 7,6                            | 4,0                 | 6,1                                               | 6,6                                                        |                                                                  |
| 2002 | 6,5  | 9,4                            | 4,5                 | 5,3                                               | 5,7                                                        |                                                                  |
| 2003 | 8,1  | 9,6                            | 4,2                 | 4,5                                               | 4,0                                                        |                                                                  |
| 2004 | 9,4  | 8,7                            | 4,5                 | 3,8                                               | 4,0                                                        |                                                                  |
| 2005 | 10,3 | 10,2                           | 4,0                 | 3,7                                               | 4,5                                                        |                                                                  |
| 2006 | 9,9  | 9,6                            | 4,0                 | 3,8                                               | 3,8                                                        |                                                                  |
| 2007 | 10,7 | 9,7                            | 4,4                 | 3,3                                               | 3,6                                                        |                                                                  |
| 2008 | 9,7  | 8,5                            | 6,3                 |                                                   |                                                            | 2,0                                                              |
| 2009 | 9,7  | 9,1                            | 7,9                 |                                                   |                                                            | 2,8                                                              |
| 2010 | 8,1  | 9,7                            | 7,9                 |                                                   |                                                            | 3,3                                                              |
| 2011 | 8,3  | 7,2                            | 8,1                 |                                                   |                                                            | 2,8                                                              |
| 2012 | 8,7  | 9,2                            | 7,5                 |                                                   |                                                            | 2,9                                                              |
| 2013 | 9,7  | 8,9                            | 6,7                 |                                                   |                                                            | 3,1                                                              |
| 2014 | 7,4  | 8                              | 5,3                 |                                                   |                                                            | 3,4                                                              |
| 2015 | 6,6  | 7,2                            | 4,8                 |                                                   |                                                            | 3,5                                                              |
| 2016 | 6,2  |                                | 4,5                 |                                                   |                                                            | 2,9                                                              |
| Sources : Sources : ENA, CNFPT, CNG. Traitement DGAFP - Département des études, des statistiques et des systèmes d'information. Définition : Sélectivité : présents/admis. (1) Chiffres 2016 non disponibles. (2) À partir de 2008, le corps de directeur d'établissement sanitaire et social a fusionné avec celui de directeur des établissements sociaux et médico-sociaux. Le nouvel intitulé est "directeur d'établissement sanitaire, social et médico-social". |      |                                |                     |                                                   |                                                            |                                                                  |

#### Promotions d'élèves administrateurs
| Promotions d'élèves administrateurs territoriaux | Concours externe | Concours interne | Troisième concours | Total |
| ------------------------------------------------ | ---------------- | ---------------- | ------------------ | ----- |
| Paris locaux 1990 (1990-)                        | 6                | 6                | -                  | 12    |
| Félicité de Lamennais (1992-1993)                | 6                | 6                | -                  | 12    |
| Gaston Defferre (1993-1994)                      | 6                | 6                | -                  | 12    |
| François Mauriac (1995-)                         | 10               | 10               | -                  | 20    |
| À l'échelle humaine (1996-1997)                  | 10               | 10               | -                  | 20    |
| François Rabelais (1998-1999)                    | 10               | 10               | -                  | 20    |
| Mirabeau (1999-2000)                             | 15               | 15               | -                  | 30    |
| Louise Weiss (2000-2001)                         | 20               | 20               | -                  | 40    |
| Jean Vilar (2001-2002)                           | 20               | 20               | -                  | 40    |
| Terres des Hommes (2002-2003)                    | 24               | 25               | -                  | 49    |
| Olympe de Gouges (2003-2004)                     | 25               | 25               | -                  | 50    |
| Vercors (2004-2005)                              | 23               | 22               | 5                  | 50    |
| Cervantes (2005-2006)                            | 27               | 27               | 6                  | 60    |
| Théodore Monod (2006-2007)                       | 27               | 27               | 6                  | 60    |
| Lucie Aubrac (2007-2008)                         | 27               | 27               | 6                  | 60    |
| Galilée (2008-2009)                              | 29               | 29               | 7                  | 65    |
| Aimé Césaire (2009-2010)                         | 32               | 31               | 7                  | 70    |
| Robert Schuman (2010-2011)                       | 30               | 29               | 6                  | 65    |
| Salvador Allende (2011-2012)                     | 30               | 29               | 5                  | 64    |
| Paul Éluard (2012-2013)                          | 30               | 29               | 6                  | 65    |
| Simone de Beauvoir (2013-2014)                   | 30               | 26               | 6                  | 62    |
| Václav Havel (2014-2015)                         | 27               | 20               | 4                  | 51    |
| Hannah Arendt (2015-2016)                        | 17               | 27               | 5                  | 49    |
| Léo Lagrange (2016-2017)                         | 20               | 25               | 4                  | 49    |
| Nina Simone (2017-2018)                          | 24               | 20               | 3                  | 47    |
| Gaston Monnerville (2018-2019)                   | 21               | 20               | 3                  | 44    |
| George Sand (2019-2020)                          |                  |                  |                    |       |
| Abbé Pierre (2020-2021)                          | 23               | 14               | 4                  | 41    |
| Gisèle Halimi (2021-2022)                        | 14               | 14               | 2                  | 30    |
| Georges Brassens (2022-2023)                     | 26               | 13               | 2                  | 41    |
| Hubertine Auclert (2023 - 2024)                  |                  |                  | 2                  | 47    |
| Gerty Archimède (2024-2025)                      | 25               | 17               | 4                  | 46    |

## Administrateurs territoriaux célèbres

### Personnalités politiques
- Muriel Pénicaud, ministre du Travail[21] ;
- Patrick Kanner, ministre chargé de la Ville, de la Jeunesse et des Sports[22] ;
- François Rebsamen, ministre du Travail, de l'Emploi et du Dialogue social, sénateur socialiste[23] ;
- Brice Hortefeux, ministre de l'Intérieur[24] ;
- Marie-Luce Penchard, ministre de l'Outre-mer[25] ;
- Jean-Pierre Bouquet, député socialiste[26] ;
- Thierry Cornillet, député européen UMP[27] ;
- Bernard Roman[28], député socialiste, vice-président du conseil régional du Nord-Pas de Calais ;
- Jean-Jacques Hyest[29], sénateur UMP ;
- Simon Sutour, sénateur socialiste du Gard ;
- René Vandierendonck, sénateur socialiste du Nord ;
- Jean-Christophe Parisot[30], homme politique français, préfet ;
- Saïd Ahamada[31], homme politique français, député La République en marche de la 7e circonscription des Bouches-du-Rhône ;
- Audrey Hénocque, femme politique française, première adjointe EELV de la Ville de Lyon, chargée des Finances et de la commande publique, conseillère du 7e arrondissement[32], ancienne élève de l'IEP Grenoble[33].